# Xarchiver

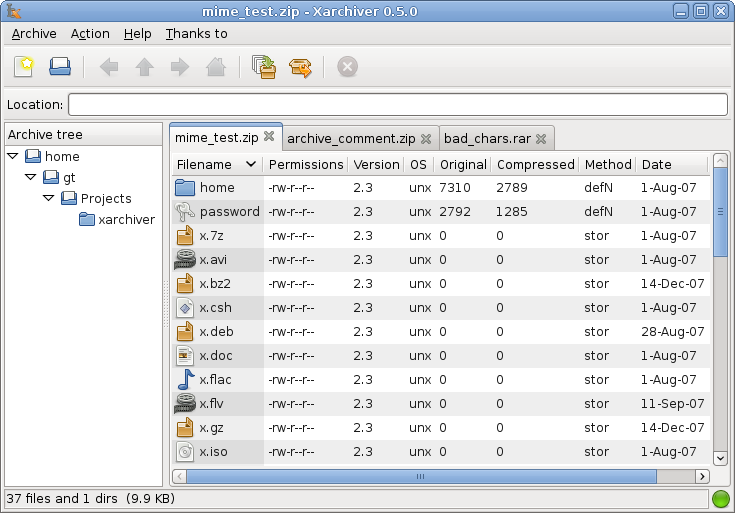

Xarchiver es una aplicación GTK+ que sirve para comprimir y descomprimir archivos. Forma parte del entorno de escritorio libre Xfce. Puede trabajar con las siguientes programas de compresión de datos:
- 7zip
- arj
- bzip2
- gzip
- iso
- rar
- lha
- deb
- rpm
- tar
- zip